# Lucio Dalla - Dance Remixes
Lucio Dalla - Dance Remixes è una raccolta del musicista emiliano Lucio Dalla, pubblicata nel 1997 dall'etichetta discografica ZYX. L'album rappresenta un'incursione inedita di Dalla nella musica dance, facendo remixare appositamente da alcuni tra i più famosi dj dell'epoca, molti dei suoi successi discografici. Nel disco, compaiono Prendimi così (due versioni a cura di Todd Terry: trip-hop e dance), Disperato erotico stomp (remix di Dalla e Mauro Malavasi), Ballando ballando (A.C.D.P.), Liberi (due versioni: Black Box e Dj Cerla), Cinema (Adamski), Canzone (due versioni: Fargetta e Basic Connection) e infine Attenti al lupo.
Il progetto ideato da Mario e Davide Allione fu pubblicato dalla Bull & Butcher Recordings , label satellite dell'Abramo Allione Edizioni Musicali.

## Tracce
1. Prendimi così (Todd Terry remix)
2. Attenti al lupo (Wwf remix)
3. Liberi (Black Box remix)
4. Cinema (Adamski remix)
5. Canzone (Fargetta remix)
6. Disperato erotico stomp (Lucio Dalla & Mauro Malavasi version)
7. Ballando ballando (A.C.D.P. remix)
8. Liberi (Dj Cerla remix)
9. Canzone (Basic Connection remix)
10. Prendimi così (Todd Terry remix-pad acappella version)